# Reay Tannahill
Pour les articles homonymes, voir Tannahill.
Reay Tannahill, née le 9 décembre 1929 à Glasgow et décédée le 2 novembre 2007 à Londres, est une historienne et auteure de nouvelles écossaise. Elle est particulièrement connue pour ses deux études Le Sexe dans l'Histoire et La Nourriture dans l'Histoire.

### Documents
- Regency England: The Great Age of the Colour Print (1964)
- Paris in the Revolution (1966)
- The Fine Art of Food (1969)
- Food in History (1973)
- Flesh and Blood (1975)
- Le Sexe dans l'histoire (1980)[1]

### Nouvelles
- Sur un lointain rivage (1983)
- The World, the Flesh and the Devil (1985)
- Passing Glory (1989)
- In Still and Stormy Waters (1992)
- Return of the Stranger (1995)
- Fatal Majesty (1998)
- The Seventh Son (2001)
- Having the Builders in (2006)[1]